# Necrópolis de Cirene
La Necrópolis de Cirene es una necrópolis situada entre Cirene y el antiguo puerto de Apolonia, en la ladera occidental de la colina de Wadi Haleg Shaloof. Tiene una extensión de unos 10 kilómetros cuadrados. Con tumbas arcaicas en terrazas, el cementerio está cerca de la antigua carretera de Apolonia. La necrópolis está hoy parcialmente perdida, algunas partes fueron arrasadas en 2013. La UNESCO clasificó el lugar en 1982 como Patrimonio de la Humanidad, y añadió Cirene en 2017 a su Lista del Patrimonio Mundial en Peligro.

## Generalidades

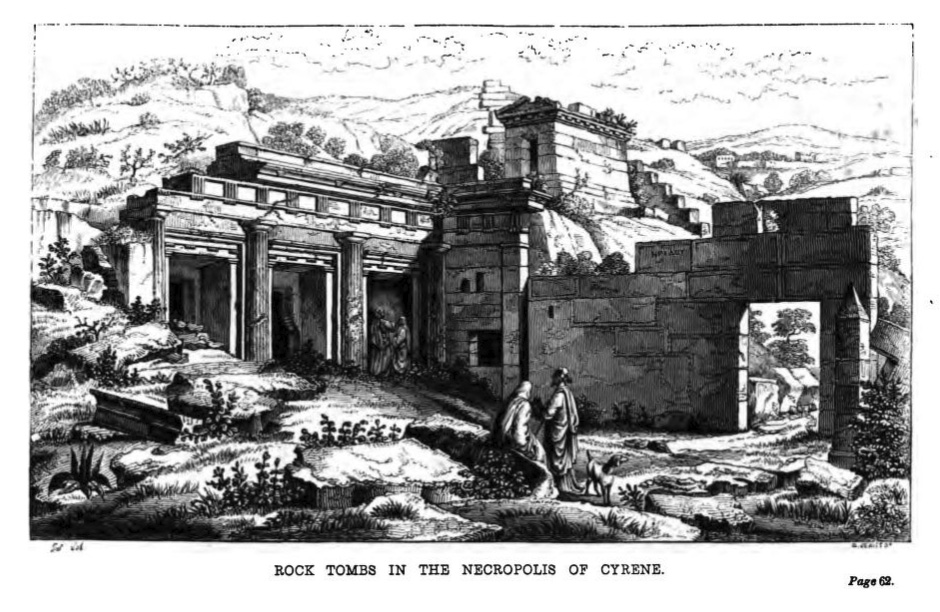
Viajes por el norte de África de James Hamilton, 1856,

Los primeros vestigios de Cirene se remontan aproximadamente al año 700 a. C., se considera que es la colonia griega más antigua y grande de Grecia en Libia oriental. Se cree que la antigua planta, ya extinguida, silfio solo crecía en la región de Cirene.
En 2013, el profesor de arqueología local Ahmed Hussein, de la Universidad de Bayda, señaló:

«Esta antigua necrópolis es una de las más importantes del mundo. Sus bóvedas funerarias y sarcófagos se construyeron hacia el año 600 a.C. Estas tumbas se extienden a cada lado de una carretera que conduce al centro de la antigua ciudad de Cirene. El yacimiento sufrió daños a lo largo de unos dos kilómetros. Se destruyeron unas 200 bóvedas y tumbas, así como una sección de un viaducto que data aproximadamente del año 200 d. C. Se arrojaron artefactos antiguos a un río cercano como si fueran mera basura.»

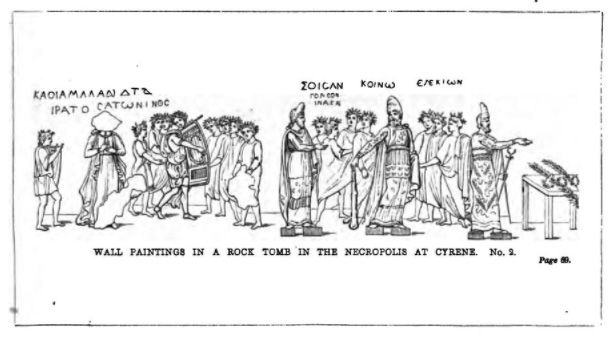
Pintura mural de una tumba de la Necrópolis, 1856.

James Hamilton describió la necrópolis de Cirene en su visita de 1856:

«Todo visitante debe sentir cierta melancolía al seguir esas largas hileras de sepulcros violados, situados a lo largo de las laderas de las colinas, que sobresalen en la llanura y se extienden en todas direcciones a través de la meseta hacia el sur. El simple sarcófago y el orgulloso mausoleo ahora se yerguen inertes; no perpetúan ni el afecto de los supervivientes ni los méritos de los muertos, son mudos en cuanto a su historia, su destino y casi sus nombres. Manos bárbaras han perturbado las reliquias y saqueado los tesoros que una vez contuvieron; la existencia de tales tesoros debe haber sido el incentivo para, y solo puede explicar la violación universal de las tumbas, el odio, si es inútil, así como laborioso, rara vez es tan implacable.»

«Las inscripciones, apenas legibles, parecen consistir en nombres de visitantes que no ofrecen ningún interés para los profanos. Toda la serie se refiere evidentemente a los juegos de los antiguos: carreras de cuadrigas, gladiadores, luchadores y pugilistas, que ocupan los dos lados dañados. Hay dos luchadores, con una tercera figura que parece estar dando un salto por encima de sus cabezas, pero que puede estar tendida en el suelo, mientras el juez, con la copa del premio o, tal vez, el aceite para la unción, mira desde la esquina. A la derecha hay dos figuras, una de las cuales parece estar invitando a la primera, un joven, a entrar por una puerta a la que señala; lo que conjeturo que es la introducción de un joven al estudio de la retórica o la poesía. Aquí comienzan las inscripciones. La acción de las dos figuras siguientes es indistinguible. Vemos a continuación una figura vestida con largos ropajes, coronada de hiedra u hojas de vid, con la mano derecha extendida y una lira en la izquierda. Sigue un orador o poeta con un rollo en la mano y, tras él, la misma figura drapeada, ahora tocando la lira.»

«El siguiente grupo está, por desgracia, muy deteriorado, ya que su composición es notable. Contiene ocho figuras, todas coronadas de hiedra; la cuarta sopla el doble cuerno; delante de ellas va una figura desnuda, portando un cofre cuadrado. Aquí hay una figura ya sin cabeza, y de nuevo el músico tocando la lira, rodeado de siete personas. Una figura masculina, en una máscara trágica, parece estar declamando a una mujer también enmascarada, que está rodeada por otras siete mujeres, coronadas con guirnaldas. [...] en su estilo se parecen mucho a muchos de los frescos pompeyanos, a cuya época, o más bien posterior, pueden asignarse. A ambos lados de la puerta hay una pelea de animales y una cacería. En uno, un toro es atacado por un león, mientras un tigre se prepara para saltar sobre su cuello; encima hay ciervos, una gacela, perros y un chacal. Las lanzas vuelan por todo el cuadro».

## Excavaciones
Las excavaciones comenzaron en el siglo XIX, o antes. Richard Norton excavó el yacimiento en 1911. Rowe, encontró fragmentos de una urna cineraria de la dinastía ptolemaica, una figura de Tea, e inspeccionó y excavó tumbas entre 1952 y 1957. Rowe fue el primero en realizar un estudio arqueológico exhaustivo de la necrópolis de Cirene, sin embargo, muchos artefactos de sus excavaciones, y de Oliverio en 1925, se consideran hoy perdidos. Burton Brown excavó dos sarcófagos y un enterramiento romanos en 1947. Beschi excavó dos tumbas en 1963.

## Galería

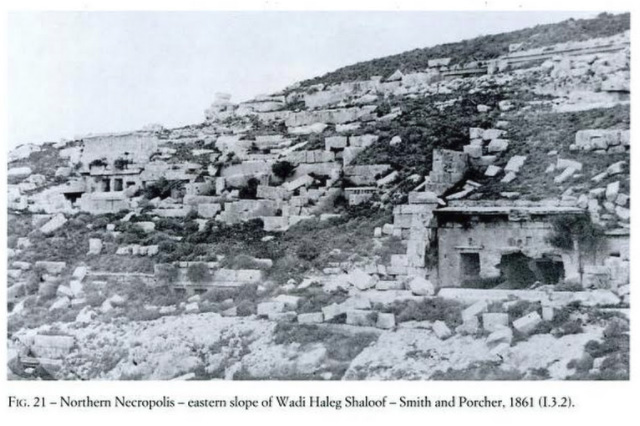
Smith y Porcher 1861.
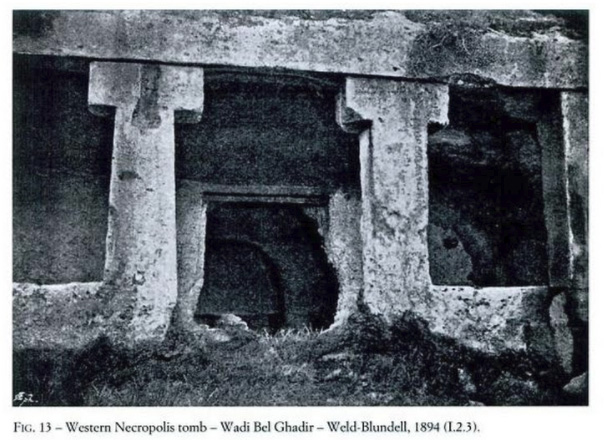
Weld-Blundell 1894.
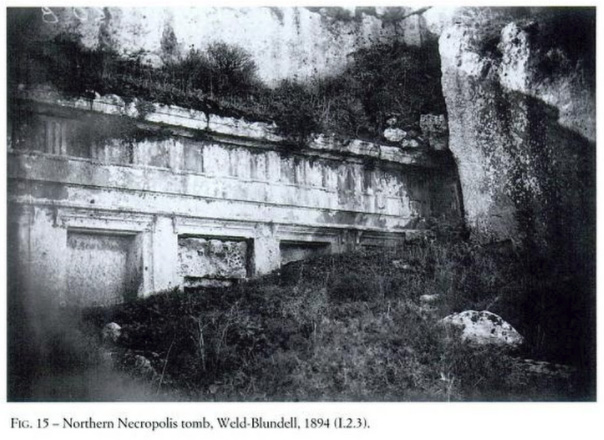
Weld-Blundell 1894.
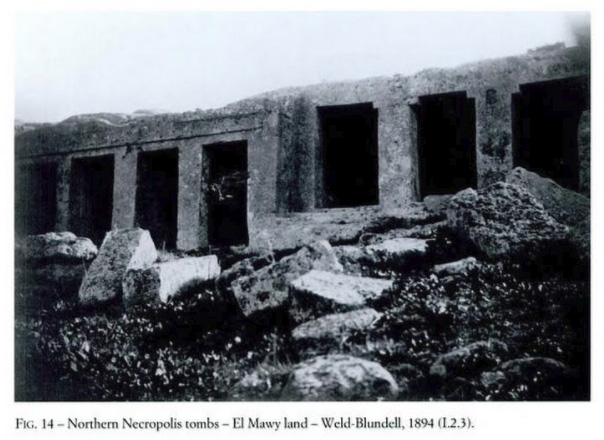
Weld-Blundell 1894
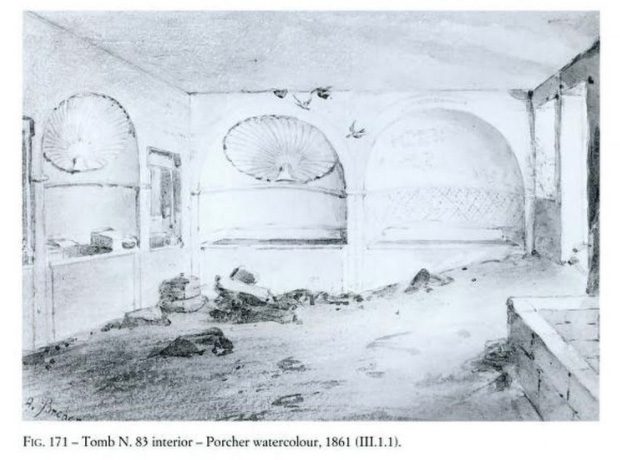
Porcher 1861.
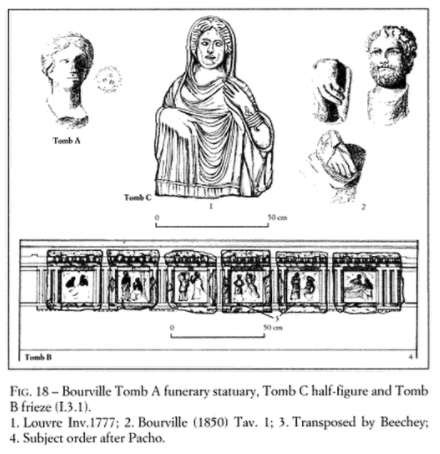
Beechey 1850, estatuas funerarias.
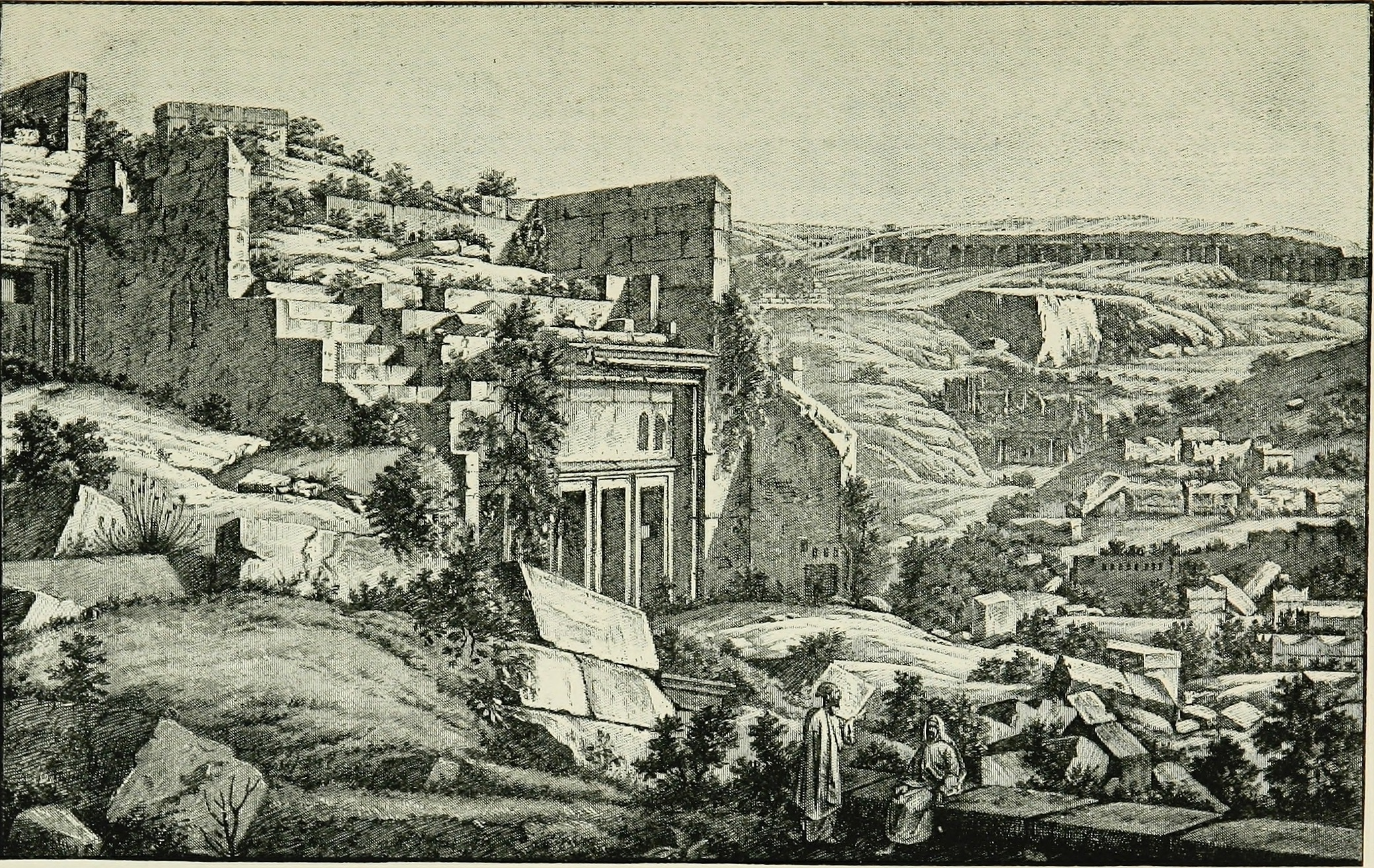
Ilustración en el libro History of Egypt, Chaldea, Syria, Babylonia and Assyria (1903).